# El Pueblo Gallego
El Pueblo Gallego, subtitulat Diario de la mañana i posteriorment Al servicio de los intereses de Galicia, fou un diari que es va editar a Vigo entre 1924 i 1979.

## Trajectòria

### Començaments i primera etapa
Aparegué el 27 de gener de 1924, el seu primer director fou Ramón Fernández Mato i José Rivas Montenegro el redactor cap. Després d'obtenir la propietat del diari en 1927, Manuel Portela Valladares n'esdevingué el director.
En aquesta primera etapa va tenir una orientació liberal oberta al galleguisme i al progressisme. El diari va acollir les plomes més prestigioses del galleguisme i del republicanisme: Ánxel Sevillano, Roberto Blanco Torres, Evaristo Correa Calderón, Xulio Sigüenza i Ramiro Fernández Valle foren redactors caps. Gerardo Álvarez Gallego, Felipe Fernández Armesto, Xoán Xesús González, Luís Amado Carballo i Ánxel Fole també foren redactors. Carlos Maside era wl director artístic, acompanyat d'il·lustradors com Manuel Torres i Álvaro Cebreiro.
Col·laboradors destacats foren Johán Carballeira (que s'inicià com a corresponsal del diari a Bueu), Avelino López Otero (corresponsal a La Corunya), Antón Vilar Ponte, Juan Antonio Suárez Picallo, Víctor Casas, Antón Alonso Ríos, Valentín Paz-Andrade, Alexandre Bóveda, Rafael Dieste, Ramón Otero Pedrayo, Florentino López Cuevillas, Vicente Risco, Castelao, Cándido Fernández Mazas, Álvaro Cunqueiro, Xosé Núñez Búa i Xesús Golmar. També signaren articles Eugenio Montes, Azorín, Jorge Luis Borges o Ramón Pérez de Ayala.
En els seus millors moments El Pueblo Gallego assolí un tiratge d'uns 30.000 exemplars, creant un nou model de periodisme crític que no va tenir igual a la Galícia d'aleshores.
El Pueblo Gallego fou el diari més pròxim a les tesis galleguistes, fins al punt que existí un projecte organitzat del Partit Galleguista i auspiciat per Bóveda per comprar-lo i convertir-lo en òrgan oficial. El galleguisme va tenir en els seves pàgines un espai preferent i allí aparegueren texts polítics importants d'Álexandre Bóveda, Víctor Casas (secció Fenestras) i Antón Villar Ponte (Pretextos cotidianos, Exemplos).
Portela Valladares va acabar instrumentalitzant el periòdic per a donar el salt definitiu a la política. A partir de 1934 es va produir un distanciament entre el diari i el galleguisme quan El Pueblo Gallego apostà pel centrisme polític, mentre que el Partit Galleguista s'apropava a les tesis de l'esquerra, encara que es mantingueren la majoria dels col·laboradors galleguistes. El diari sempre apostà per l'autonomia i la seva primera pàgina del 28 de juny de 1936, dia del Referèndum de l'estatut, portava el titular: "Enriba corazóns galegos".

### Segona etapa
El Pueblo Gallego fou confiscat el 31 de juliol de 1936 per les autoritats militars, convertint-se el comandant González Simeoni en el nou director. Passà a formar part de la Cadena de Prensa del Movimiento.
En aquesta segona etapa va tenir com a directors Jesús Suevos i Xosé María Castroviejo, i entre els col·laboradors destaquen: Luis Moure Mariño, Albino Núñez Domínguez, Carlos Sobrino Buhigas i María Xosé Queizán
Els diaris de la Cadena de Prensa del Movimiento reconvertida en Medios de Comunicación del Estado perdien diners i el Govern decidí, en 1979, tancar els més endeutats. El Pueblo Gallego cessà la seva publicació amb el número 20.661, el 17 de juny de 1979.